# 散疣短头蛙
散疣短头蛙，也称馒头蛙，分布于南部非洲的一种短头蛙，体长约30～50毫米之间，体重仅5克，体圆腿短眼大，缺乏游泳和跳跃能力，善于掘地和爬行，大部分时间休眠于地下，雨季出来觅食和交配，主要以白蚁为食。由于散疣短头蛙雌蛙体型远大于雄蛙，无法像普通蛙抱合在一起，所以在交配时，雌蛙皮肤会产生一种粘性液体，将雄蛙黏在身上。卵埋在地下，约4～5周直接孵化出幼蛙，不经历蝌蚪阶段。由于外形憨态可掬，常被当做宠物饲养。